# Zornia gemella
Zornia gemella là một loài thực vật có hoa trong họ Đậu. Loài này được (Willd.) Vogel miêu tả khoa học đầu tiên.